# Kominite
Kominite (bułg. Комините) – szczyt masywu Witosza, w Bułgarii, o wysokości 1620 m n.p.m. 